# Florence (Kansas)
Florence es una ciudad ubicada en el de condado de Marion en el estado estadounidense de Kansas. En el año 2010 tenía una población de 465 habitantes y una densidad poblacional de 232,5 personas por km².

## Geografía
Florence se encuentra ubicada en las coordenadas 38°14′34″N 96°55′46″O / 38.24278, -96.92944 (38.242853, -96.929412).

## Demografía
Según la Oficina del Censo en 2000 los ingresos medios por hogar en la localidad eran de $26,538 y los ingresos medios por familia eran $28,214. Los hombres tenían unos ingresos medios de $26,563 frente a los $20,208 para las mujeres. La renta per cápita para la localidad era de $14,672. Alrededor del 13.1% de la población estaban por debajo del umbral de pobreza.